# 연애 플롭스

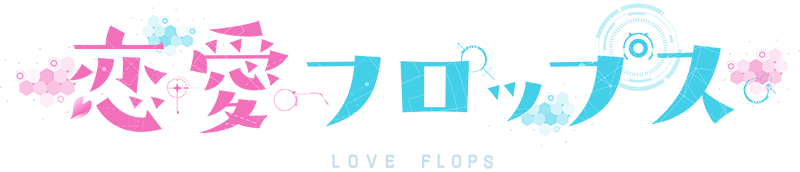

《연애 플롭스》(일본어: 恋愛フロップス)는 2022년 10월 12일부터 12월 28일까지 AT-X에서 방영된 일본의 애니메이션 작품이다.
평범한 남자 고등학생이 다섯 소녀들과의 연애 행태에 휘말리는 모습을 그린 오리지널 애니메이션 작품이다.

## 등장인물

### 일본인
- 카시와기 아사히(일본어: 柏樹 朝)(성우: 오오사카 료타)
- 이즈미사와 아오이(일본어: 和泉沢愛生)(성우: 이토 미쿠)
- 이주인 요시오(일본어: 伊集院好雄)(성우: 후쿠야마 쥰)

### 외국인 유학생 및 교사
- 어멜리어 어빙(영어: Amelia Irving)[미국](성우: 타케타츠 아야나)
- 일리야 일류힌(불가리아어: Иля Илюкин)[불가리아](성우: 타카하시 리에)
- 카린 이스텔(독일어: Karin Istel)[독일](성우: 코우노 마리카)
- 바이 멍화(중국어: 白 梦华)[중국](성우: 카네모토 히사코)

### 기타
- 이자와 아이(일본어: 井澤 愛)(성우: 이토 미쿠)